# Народна газета Вестерботтена
Västerbottens Folkblad (укр. Народна газета Вестерботтена) — шведська газета, заснована в 1917 році. Публікується в Умео. Газета висвітлює регіональні новини Вестерботтена. Тираж газети — 12 300 примірників.